# Recognitiegeld
Recognitiegeld is het bedrag dat betaald moest worden om toestemming te krijgen om bepaalde activiteiten te ondernemen, zoals brouwen, invoer van producten, het vervullen van een ambt, etc. Letterlijk betekent recognitie: erkenning.
De rooms-katholieken moesten recognitiegeld betalen ten tijde van de Republiek om hun kerkdiensten ongestoord te kunnen houden. In 1581 was de katholieke eredienst verboden in de Republiek, hoewel de katholieken wel gewetensvrijheid kregen. Aanvankelijk werd streng de hand gehouden aan dit verbod, maar naarmate de frontlinie van de strijd met Spanje steeds verder van Holland vandaan kwam te liggen, kregen de katholieken meer vrijheid. De regenten zagen geen reden meer om een conflict aan te gaan met de aanzienlijke katholieke minderheid. Op de Grote Vergadering van 1651 bleven de plakkaten waarin het verbod was vastgelegd weliswaar van kracht, maar tegelijkertijd werd aangegeven dat handhaving hiervan weinig prioriteit had. Daar kwam nog bij dat als gevolg van de stedelijke autonomie in veel plaatsen de landelijke plakkaten genegeerd werden.
Voor de katholieken bleef de situatie door de handhaving van het verbod echter onzeker. In de praktijk bleef daarom de regeling bestaan dat zij na de jaarlijkse betaling van een geldbedrag, het recognitiegeld, met rust zouden worden gelaten door de overheid. Dit bedrag kon oplopen tot meer dan duizend gulden per jaar. Zelfs na betaling van recognitiegeld kon het ten tijde van de Tachtigjarige Oorlog voorkomen dat de baljuw of de schout de katholieke kerkdiensten liet verstoren. Lodewijk van Alteren, de baljuw van Kennemerland was berucht vanwege zijn corrupte houding en onzedelijke praktijken. Na de Vrede van Münster kwam dit nauwelijks meer voor en konden de katholieken eigen kerkgebouwen inrichten: de schuilkerken dan wel schuurkerken.